# 西燕駅
西燕駅（にしつばめえき）は、新潟県燕市花見富永分にある、東日本旅客鉄道（JR東日本）弥彦線の駅である。

## 歴史
- 1954年（昭和29年）12月25日：国鉄弥彦線の駅（旅客扱いのみ）として西吉田 - 燕間に新設開業[1]。
- 1987年（昭和62年）4月1日：国鉄分割民営化により、JR東日本の駅となる[2]。
- 2008年（平成20年）3月15日：ICカード「Suica」の利用が可能となる[3]。

## 駅構造
東側にある駅舎に面して単式ホーム1面1線を有する地上駅である。近年の弥彦線の列車の編成両数は最長でも6両だが、当駅のホームは9両編成相当の列車に対応している。
無人駅（燕三条駅管理）。駅舎のほぼ中央部に駅出入口とホーム出入口が設けられており、駅舎内には簡易Suica改札機と乗車駅証明書発行機、トイレなどが設けられている。

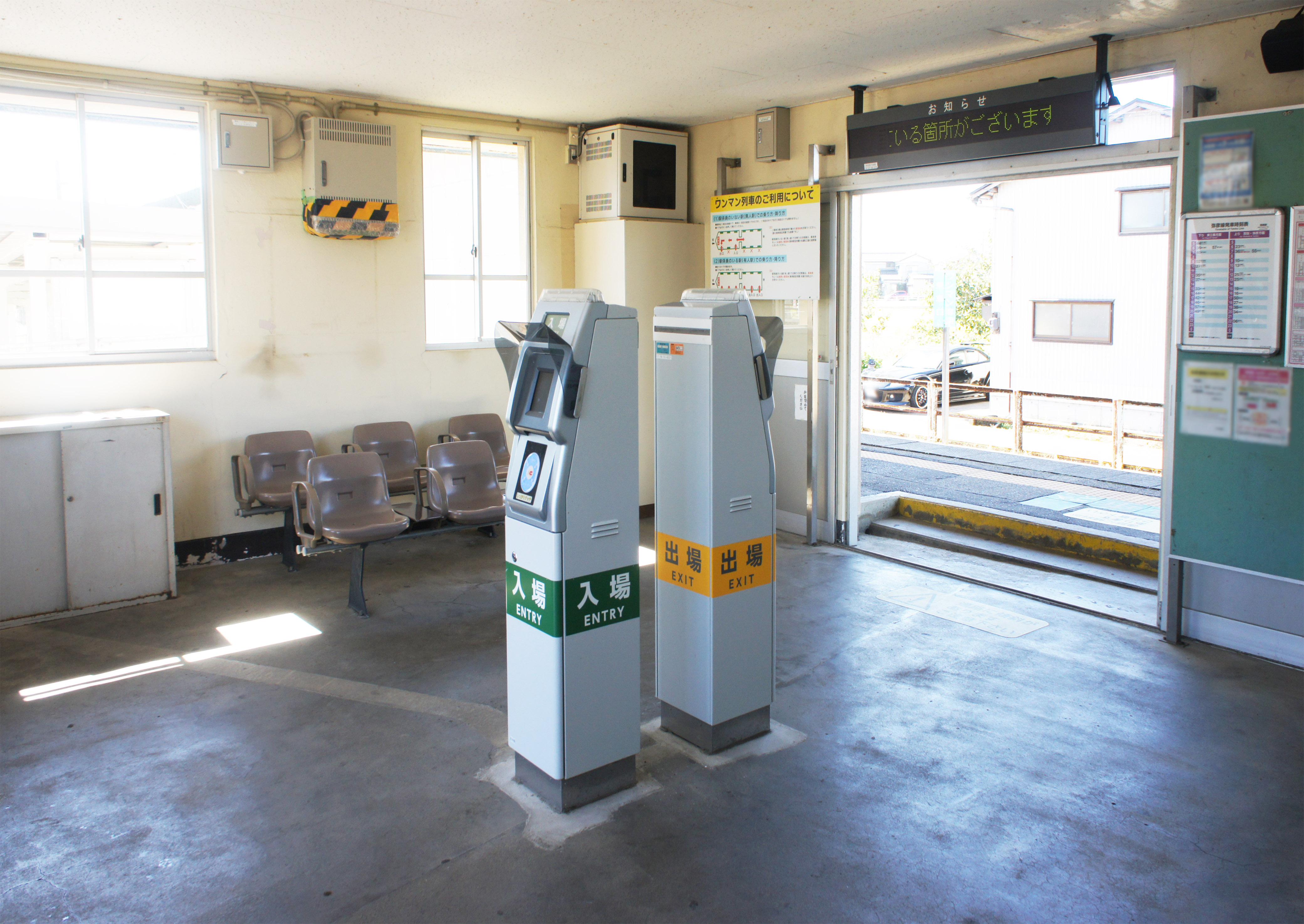
待合室と改札口（2021年9月）
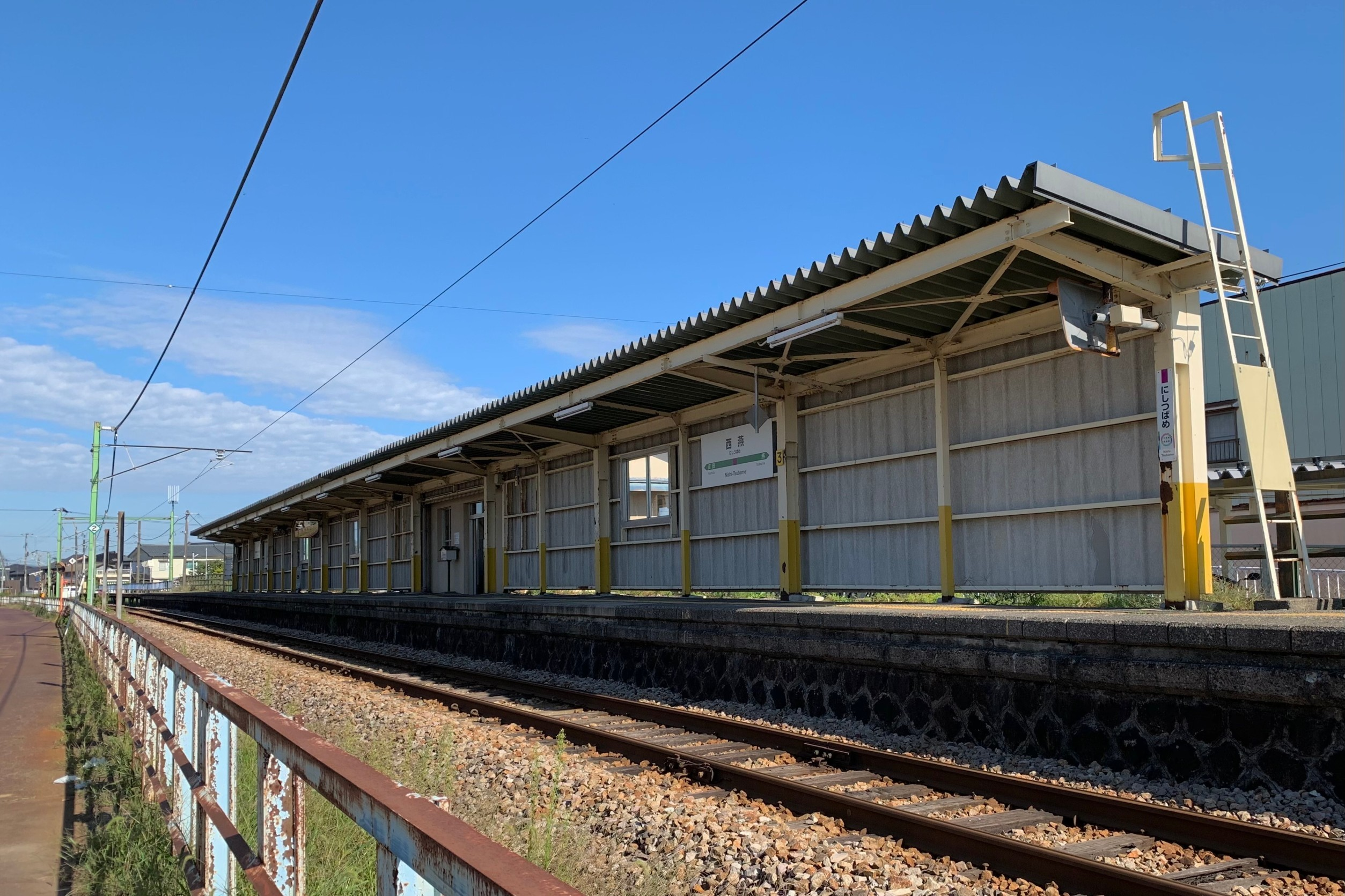
ホーム（2021年9月）

## 駅周辺
駅前には商店と理容店があり、周辺は住宅地となっている。
- 燕市立西燕保育園
- 西燕児童館
- 西燕公民館・体育館
- 杭州飯店（燕三条背油ラーメンの歴史的代表店）
- 西燕簡易郵便局
- 燕中央自動車学校
- ひらせいホームセンター 燕店
- マツモトキヨシ甲信越販売 ファミリードラッグ 燕店
- 山下の家具 燕店
- 三条信用金庫 西燕支店
- 国道289号線

## バス路線

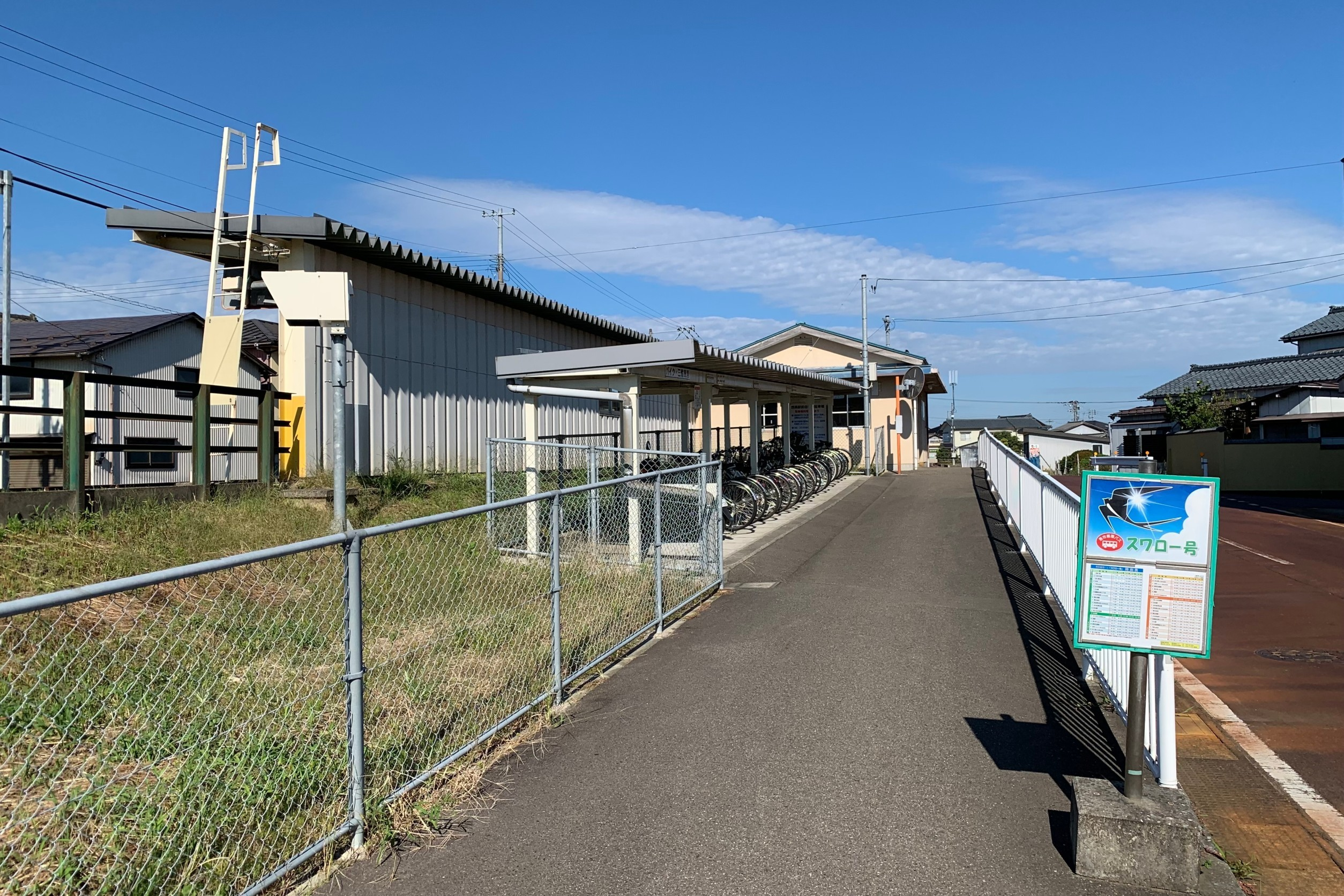
燕市循環バス「スワロー号」のバス停と駐輪場（2021年9月）

当駅発着の一般路線バスは運行されていないが、コミュニティバスが1路線あり、燕市が事業を実施している「燕市循環バス」（スワロー号）が2024年（令和6年）3月改正時点では平日5往復運行されている。
「西燕駅」バス停にて発着しており、燕三条駅方面やてまりの湯・長辰方面へと結んでいる。なお、休日・年末年始は全便運休となる。

## 隣の駅
東日本旅客鉄道（JR東日本）
■弥彦線
吉田駅 - 西燕駅 - 燕駅